# Lijst van nummer 1-hits in de Graadmeter in 2015
Deze lijst bevat de nummer 1-hits in de Graadmeter van Pinguin Radio in 2015. De posities in de Graadmeter zijn negatief; het gaat hier dus eigenlijk om de nummer -1-hits.

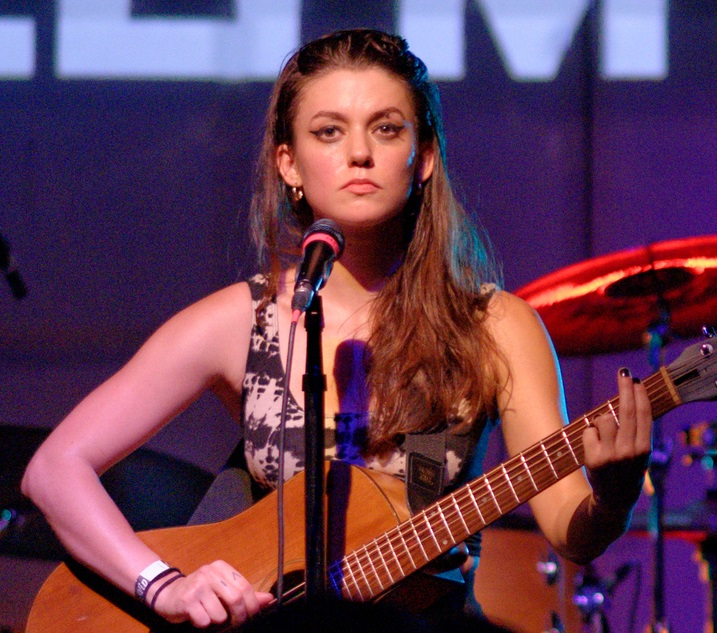
Het debuutalbum Sorry van de Amerikaanse singer-songwriter Meg Myers bracht drie singles voort. Sorry en Lemon eyes wisten de hoogste positie van de Graadmeter te bereiken.

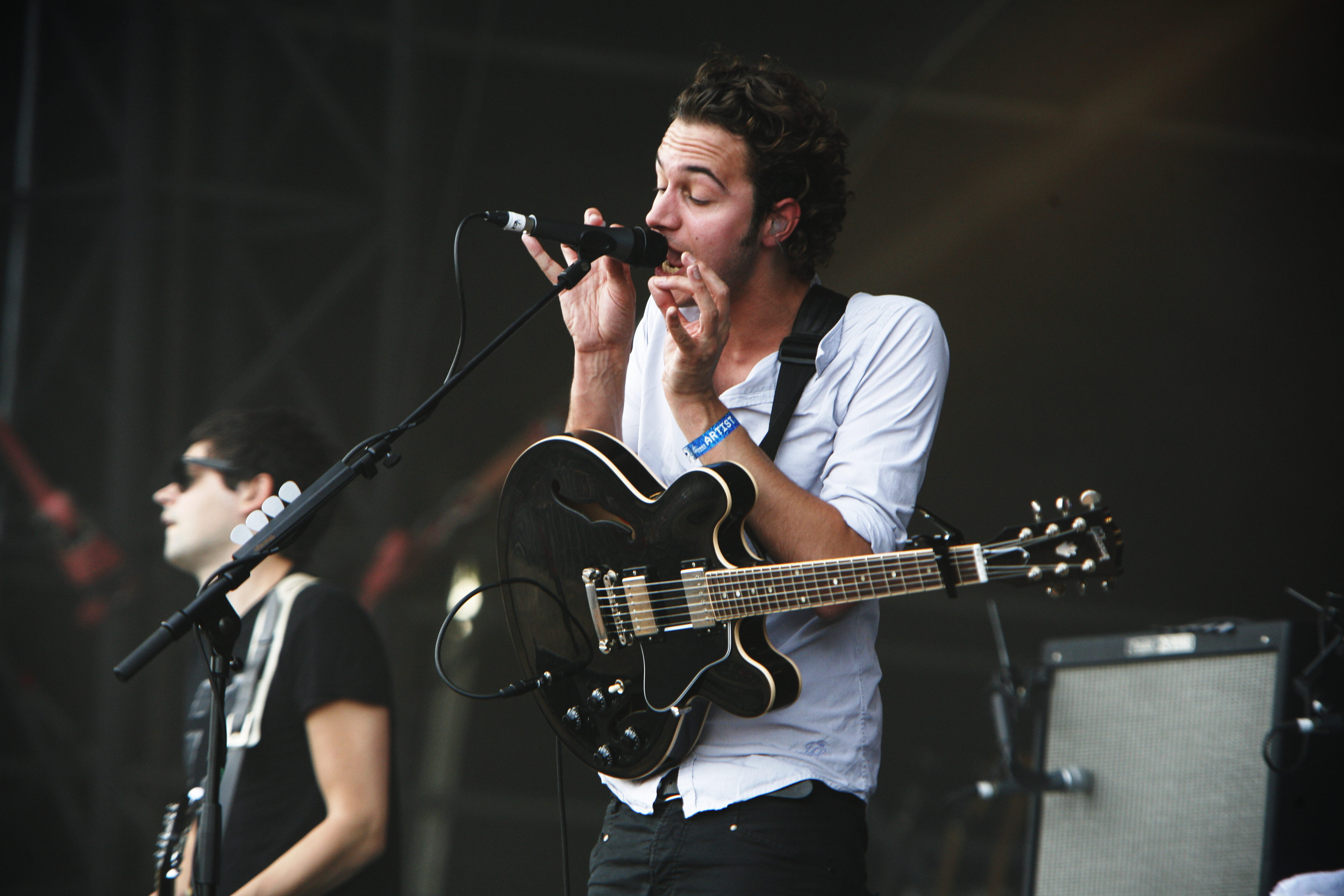
De Engelse rockgroep Editors bracht zijn vijfde studioalbum In dream uit op 2 oktober 2015. Er verschenen vijf singles waarvan drie op -1 belandden; No harm, Marching orders en Life is a fear bezetten deze positie in totaal 10 weken.

| Datum        | Artiest                            | Titel                         |
| ------------ | ---------------------------------- | ----------------------------- |
| 11 januari   | Kasabian                           | Stevie                        |
| 18 januari   | The War on Drugs                   | An ocean in between the waves |
| 25 januari   | Kasabian                           | Stevie                        |
| 1 februari   | Greylag                            | Yours to shake                |
| 8 februari   | Spoon                              | Inside out                    |
| 15 februari  | Kasabian                           | Stevie                        |
| 22 februari  | Django Django                      | First light                   |
| 1 maart      | Death Cab for Cutie                | Black sun                     |
| 8 maart      | Death Cab for Cutie                | Black sun                     |
| 15 maart     | Death Cab for Cutie                | Black sun                     |
| 22 maart     | Noel Gallagher's High Flying Birds | Ballad of the mighty I        |
| 29 maart     | Best Coast                         | California nights             |
| 5 april      | Best Coast                         | California nights             |
| 12 april     | Best Coast                         | California nights             |
| 19 april     | Tame Impala                        | Let it happen                 |
| 26 april     | Meg Myers                          | Sorry                         |
| 3 mei        | Meg Myers                          | Sorry                         |
| 10 mei       | Tame Impala                        | Let it happen                 |
| 17 mei       | Django Django                      | Reflections                   |
| 24 mei       | The Maccabees                      | Marks to prove it             |
| 31 mei       | The Maccabees                      | Marks to prove it             |
| 7 juni       | Public Service Broadcasting        | Go!                           |
| 14 juni      | Nothing but Thieves                | Itch                          |
| 21 juni      | Editors                            | No harm                       |
| 28 juni      | Editors                            | No harm                       |
| 5 juli       | Editors                            | No harm                       |
| 12 juli      | Torres                             | Sprinter                      |
| 19 juli      | Torres                             | Sprinter                      |
| 26 juli      | Foals                              | What went down                |
| 2 augustus   | Foals                              | What went down                |
| 9 augustus   | Rival Sons                         | Electric man                  |
| 16 augustus  | Editors                            | Marching orders               |
| 23 augustus  | Editors                            | Marching orders               |
| 30 augustus  | Editors                            | Marching orders               |
| 6 september  | Meg Myers                          | Lemon eyes                    |
| 13 september | Meg Myers                          | Lemon eyes                    |
| 20 september | EL VY                              | Return to the moon            |
| 27 september | Foals                              | Mountain at my gates          |
| 4 oktober    | Editors                            | Life is a fear                |
| 11 oktober   | Editors                            | Life is a fear                |
| 18 oktober   | Editors                            | Life is a fear                |
| 25 oktober   | New Order                          | Restless                      |
| 1 november   | Holy Holy                          | History                       |
| 8 november   | Holy Holy                          | History                       |
| 15 november  | Holy Holy                          | History                       |
| 22 november  | Dave Gahan & Soulsavers            | All of this and nothing       |
| 29 november  | Half Moon Run                      | Turn your love                |
| 6 december   | Half Moon Run                      | Turn your love                |
| 13 december  | Foals                              | London thunder                |
| 20 december  | The Maccabees                      | Spit it out                   |
| 27 december  | Pumarosa                           | Priestess                     |